# The Hero (série télévisée, 1966)
Pour les articles homonymes, voir The Hero.
The Hero est une série télévisée américaine en seize épisodes de 25 minutes, créée par Gary Nelson et diffusée entre le 8 septembre 1966 et le 5 janvier 1967 sur le réseau NBC.
Cette série est inédite dans tous les pays francophones.

## Distribution
- Richard Mulligan : Sam Garret
- Mariette Hartley : Ruth Garret
- Victor French : Fred Gilman
- Marc London : Dewey
- Bobby Horan : Paul Garret
- Joey Baio : Burton Gilman

## Épisodes
1. A Night to Remember to Forget
2. The Big Return of Little Eddie
3. Excuse Me But Your Party's Showing
4. Curiosity Killed a Key
5. Rumble Without a Cause
6. The Kid's Revenge
7. The Matchmaker
8. The Day they Shot Sam Garret
9. If You Loved Me, You'd Hate Me
10. The Universal Language
11. I Wouldn't Wish it on a Dog
12. The Truth Never Hurts
13. Who Needs a Friend in Need
14. I Have a Friend
15. My Favorite Father
16. The Terribly Talented Trayton Tyler Taylor